# 久賀村 (茨城県)
久賀村（くがむら）とは、茨城県筑波郡にかつて存在した村である。現在の茨城県取手市の北東部、つくばみらい市の南東部に位置している。
村の南部には小貝川が流れ、北東部には牛久沼がある。

## 沿革
- 1889年（明治22年）4月1日 - 町村制施行に伴い、浜田村，徳右衛門新田，上萱場村，下萱場村，根新田，弥左衛門新田，城中村，東栗山村，足高村が合併して筑波郡久賀村が発足。
- 1955年（昭和30年）2月21日 - 分割して筑波郡伊奈村と北相馬郡藤代町の一部となり、消滅。
  - 大字足高・東栗山・城中は伊奈村へ編入される。
  - 残部は相馬町，山王村，六郷村，高須村と合併して藤代町を新設。